# Eugène-André Champollion
Pour les articles homonymes, voir Champollion.
Eugène-André Champollion, né le 30 mars 1848 à Embrun (Hautes-Alpes) et mort le 14 juillet 1901 à Lettret, est un graveur et illustrateur français, élève de Léon Gaucherel.

## Biographie
Formé par Léon Gaucherel et Edmond Hédouin, Champollion maîtrise l'art de l'eau-forte ainsi que la plupart des techniques de gravure. Il collabore à la revue Paris à l'eau-forte entre 1873 et 1876, puis à la Gazette des beaux-arts. 
Il expose à plusieurs reprises au Salon des artistes français et aux Expositions universelles de 1889 et 1900. 
Il pratique surtout la gravure d'interprétation et grave entre autres l'œuvre de Georges Rochegrosse.
Il illustre des ouvrages de bibliophilie pour Édouard Dentu, A. Ferroud, Damase Jouaust, etc.
Il a pour élève le graveur Frédéric-Émile Jeannin (vers 1883-1885).
La Chalcographie du Louvre lui a commandé des planches issues de son fonds et Henri Beraldi un frontispice.